# USS Shipley Bay (CVE-85)
USS Shipley Bay (CVE-85) – amerykański lotniskowiec eskortowy typu Casablanca, który w końcowym okresie II wojny światowej wchodził w skład floty Marynarki Wojennej Stanów Zjednoczonych. Został odznaczony dwiema battle star za udział w wojnie na Pacyfiku. 
Po wojnie brał udział w operacji Magic Carpet.